# دوار غزس علي (تيت فراح)
دوار غزس علي هو دُوَّار يقع بجماعة سيدي الحاج امحمد، إقليم تاونات، جهة فاس مكناس في المملكة المغربية. ينتمي الدوّار لمشيخة تيت فراح التي تضم 19 دوار. يقدر عدد سكانه بـ 786 نسمة حسب الإحصاء الرسمي للسكان والسكنى لسنة 2004.

## روابط خارجية
- البوابة الوطنية للجماعات الترابية نسخة محفوظة 12 مارس 2018 على موقع واي باك مشين.
- المندوبية السامية للتخطيط